# Франополь (Брестский район)
Франо́поль (бел. Франополь) — деревня в Брестском районе Брестской области Белоруссии. Входит в состав Радваничского сельсовета.

## География
Деревня расположена в 3,5 км по автодорогам к северу от центра сельсовета, агрогородка Большие Радваничи, и в 31 км по автодорогам к востоку от центра Бреста.

## История
В XIX веке деревня — центр имения в Брестском уезде Гродненской губернии. В 1858 году — владение А. Солодова, который имел 221 десятину земли. По переписи 1897 года — хлебозапасный магазин, лавка. В 1905 году в деревне, имении, поселении и фольварке Радваничской волости Брестского уезда — 288 жителей.
После Рижского мирного договора 1921 года — в составе гмины Радваничи Брестского повята Полесского воеводства Польши, 72 дома. С 1939 года — в составе БССР. В 1940 году — 124 двора. Треть деревни была уничтожена в Великую Отечественную войну.

## Достопримечательность
- Городище периода раннего Средневековья (VIII–X вв.) —  Историко-культурная ценность Республики Беларусь, шифр 113В000120